# Jimmy Paul
Jimmy Paul (* 27. August 1959 in Detroit, Michigan, Vereinigte Staaten) ist ein ehemaliger US-amerikanischer Boxer im Leichtgewicht. Er war vom 6. April 1985 bis zum 5. Dezember 1986 Weltmeister der International Boxing Federation (IBF).

## Werdegang
Paul begann im Alter von 13 Jahren mit dem Boxsport und gewann ein Olympisches Juniorenturnier. Nach dem Abschluss an der Pershing High School in Detroit startete er 1977 seine Karriere als Amateurboxer. Er gehörte zu dem Boxteam für die Olympischen Sommerspiele 1980 in Moskau, das aber wegen des US-amerikanischen Boykotts der Sommerspiele nicht an den Wettkämpfen teilnahm.
Am 23. Oktober 1980 bestritt er seinen ersten Boxkampf als Profi.
Am 6. April 1985 gewann Paul den Weltmeistertitel der International Boxing Federation im Leichtgewicht.
1999 beendete er seine Boxkarriere mit einer Bilanz von 33 Siegen (davon 24 K.-o.-Siege) und 6 Niederlagen.
2014 eröffnete er in Detroit unter dem Namen Jimmie Paul's Hands on Boxing Gym eine Boxhalle.